# Pierceton
Pierceton é uma cidade  localizada no estado americano de Indiana, no Condado de Kosciusko.

## Demografia
Segundo o censo americano de 2000, a sua população era de 695 habitantes.
Em 2006, foi estimada uma população de 686, um decréscimo de 9 (-1.3%).

## Geografia
De acordo com o United States Census Bureau tem uma área de
2,4 km², dos quais 2,4 km² cobertos por terra e 0,0 km² cobertos por água. Pierceton localiza-se a aproximadamente 281 m acima do nível do mar.

## Localidades na vizinhança
O diagrama seguinte representa as localidades num raio de 16 km ao redor de Pierceton.